# ناحیه پافوس

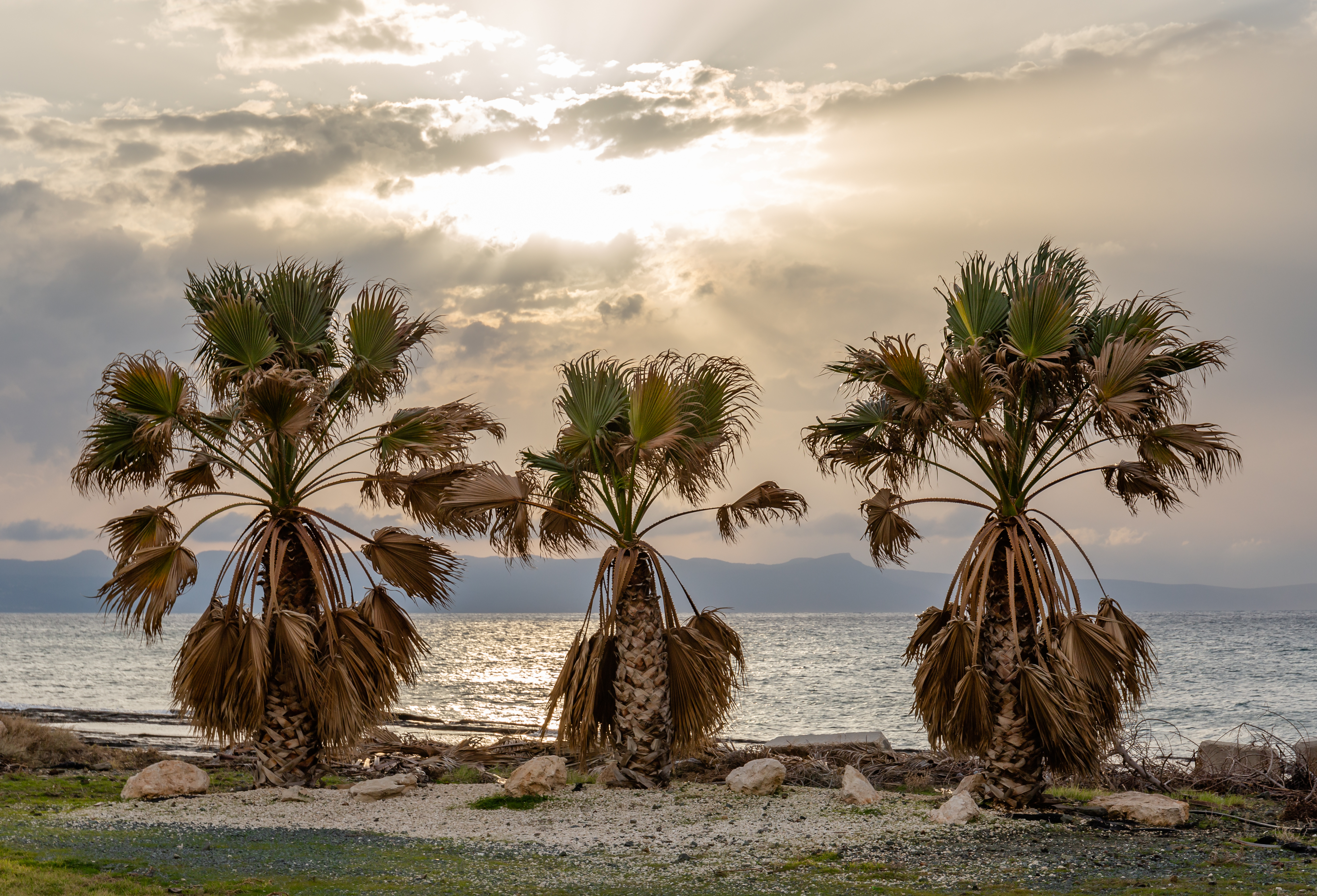
نگاره‌ای از سه درخت نخل در هنگام غروب آفتاب در روستای آیا مارینا کرایوشو (en) واقع در ناحیه پافوس، قبرس.

ناحیه پافوس (انگلیسی: Paphos District) یکی از شش ناحیه جزیره قبرس به مرکزیت شهر پافوس می‌باشد.
این ناحیه ۱٬۳۹۳ کلیومتر مربع مساحت و ۸۸٬۲۶۶ نفر جمعیت دارد